# Georges Labica
Georges Labica (* 27. Dezember 1930 in Toulon; † 12. Februar 2009) war ein französischer Philosoph und Hochschullehrer. Sein Forschungsbereich war die Politische Philosophie. Er war Professor an der Universität Paris-Nanterre, Ehrendirektor des Centre national de la recherche scientifique (CNRS) und Ehrenprofessor der Volksuniversität in Peking.
Labica war ein Spezialist der Geschichte des Marxismus. Zusammen mit Gérard Benussan hat er das Dictionnaire critique du marxisme herausgegeben. Labica verstand sich als engagierter Intellektueller und Anhänger eines radikalen Antikolonialismus und Antiimperialismus. Als solcher war er Ehrenpräsident des „Comité de Vigilance pour une Paix Réelle au Proche-Orient“ (CVPR-PO, Komitee zur Überwachung eines wirklichen Friedens im Nahen Osten), Präsident der „Résistance démocratique internationale“ (Internationaler demokratischer Widerstand), Mitglied des „Appel franco-arabe“ (Franko-arabischer Aufruf), des „Forum des alternatives“ (Forum der Alternativen) und von „En Defensa de la Humanidad“ (Zur Verteidigung der Menschlichkeit).
Labica war Autor zahlreicher Werke. Zunächst galt sein Interesse dem Denken von Ibn Chaldūn, später befasste sich mit Wladimir Iljitsch Lenin, Maximilien Robespierre und Antonio Labriola. Seine letzten Beiträge behandelten Fragen der Gewalt.

## Werke
- Politique et religion chez Ibn Khaldoun. Essai sur l'idéologie musulmane, Société nationale d'édition et de diffusion, Algier 1968.
- (Einleitung), Le Philosophe sans maître: histoire de Hayy ibn Yaqẓân, Übersetzung von Léon Gauthier, Société nationale d'édition et de diffusion (SNED), Algier 1969.
- (Einleitung und Textauswahl), Le Marxisme d'aujourd'hui, Presses universitaires de France, Paris 1973 (Dossiers Logos).
- Le Statut marxiste de la philosophie, Éditions Complexe, Brüssel; Presses universitaires de France, Paris 1976 (Dialectique).
- (Einrichtung), Le Cahier bleu: le marxisme quant à l'État von Vladimir Iljitsch Lenin; aus dem Russischen von Bernard Lafite, Éditions Complexe, Brüssel; Presses universitaires de France, Paris 1977 (Dialectique).
- mit Gérard Bensussan (Hrsg.), Dictionnaire critique du marxisme, in Zusammenarbeit mit der Zeitschrift Dialectiques, Presses universitaires de France, Paris 1982; dritte Ausgabe 1999, ISBN 2-13-049872-8 (Quadrige). 
  - Kritisches Wörterbuch des Marxismus, Argument, Hamburg 1983–1989, 8 Bände
- Der Marxismus-Leninismus. Elemente einer Kritik, Argument, Hamburg 1986
- mit Jacques Texier (Hrsg.), Labriola d'un siècle à l'autre, Bericht des internationalen Kolloquiums, CNRS, 28.–30. Mai 1985, Méridiens-Klincksieck, Paris 1988 (Philosophie).
- Karl Marx: les «Thèses sur Feuerbach», Presses universitaires de France, Paris 1987.
  - Karl Marx - Thesen über Feuerbach, Argument, Hamburg, ISBN 3-88619-243-1 (Sonderband 243).
- Le Paradigme du Grand-Hornu. Essai sur l'idéologie, PEC-la Brèche, Montreuil-sous-Bois, 1987.
- Robespierre: Une politique de la philosophie, Presses universitaires de France, Paris 1990 (Philosophie).
  - Robespierre. Eine Politik der Philosophie, Argument, Hamburg, ISBN 3-88619-221-0 (Sonderband 221).
- mit Gérard Boismenu, Pierre Hamel (Hrsg.), Les formes modernes de la démocratie, Éditions l'Harmattan, Paris; Presses de l'Université de Montréal, Montréal 1992, ISBN 2-7384-1431-1 (Politique et économie. Tendances actuelles).
- mit Jacques Bidet (Hrsg.), Libéralisme et État de droit, Bericht des Kolloquiums Libéralisme et État de droit, CNRS, 27. und 28. Mai 1988, Méridiens Klincksieck, Paris 1993, ISBN 2-86563-302-0 (Philosophie).
- mit Jean Robelin (Hrsg.), Politique et religion, Paris, Éditions l'Harmattan, Paris 1994, ISBN 2-7384-1709-4.
- (Hrsg.), Les nouveaux espaces politiques, Bericht des runden Tisches der URA 1394, zur politischen, ökonomischen und gesellschaftlichen Philosophie, 1990–1991, Centre national de la recherche scientifique-Université de Paris X-Nanterre, Textzusammenführung durch Nicole Beaurain, Éditions l'Harmattan, Paris 1995, ISBN 2-7384-3336-7 (L'homme et la société)
- (Hrsg.), Friedrich Engels, savant et révolutionnaire, Bericht des internationalen Kolloquiums zu Nanterre, 17.–21. Oktober 1995, organisiert durch das Centre de philosophie politique, économique et sociale du CNRS, Mireille Delbraccio, PUF, Paris 1997. ISBN 2-13-048146-9 (Actuel Marx confrontation).
- (Hrsg. und Einleitung), Vladimir Ilitch Lénine, L'impérialisme, stade suprême du capitalisme : essai de vulgarisation, Übersetzung aus dem Russischen, le Temps des cerises, Pantin 2001. ISBN 2-84109-279-8
- (Hrsg., Auswahl, Vorwort, Anmerkungen und Index), Le rationalisme d'Ibn Khaldoun : extraits de la Muqqadima : histoire, sociologie, politique, sciences, philosophie, Durchsicht der französischen Übersetzung von Jamel-Eddine Bencheikh, Algier, Hachette-Centre pédagogique maghribin, le Temps des cerises, Pantin 2007, ISBN 2-84109-614-9
- Théorie de la violence, la Città del sole, Naples; J. Vrin, Paris 2007, ISBN 978-2-7116-4351-6 (La pensée et l'histoire)